# Łaniewo-Leśnictwo
Łaniewo-Leśnictwo (deutsch Thiergarten, Forst und Launau, Forst) ist die gemeinsame Bezeichnung zweier ehemals selbständiger Orte in der polnischen Woiwodschaft Ermland-Masuren, die jetzt eine Ortschaft innerhalb der Landgemeinde Lidzbark Warmiński (Heilsberg) im Powiat Lidzbarski (Kreis Heilsberg) bilden.

## Geographische Lage
Łaniewo-Leśnictwo liegt im nördlichen Westen der Woiwodschaft Ermland-Masuren, elf Kilometer westlich der Kreisstadt Lidzbark Warmiński (Heilsberg). Der ehemalige Ort Thiergarten (kurzzeitig polnisch auch Zwierzynec genannt) liegt weniger als zwei Kilometer nördlich des ehemaligen Orts Launau, Forst (jetzt Łaniewo-Leśnictwo genannt).

## Geschichte
Im 19. Jahrhundert werden die Försterei Thiergarten und die Försterei Launau als dem Staatsforst Wormditt (polnisch Orneta) zugehörig genannt. Beide Forstbezirke gehören zum Forstgutsbezirk Wichertshof (polnisch Wichrowo). Am 13. Januar 1904 wurde aus den beiden Forstbezirken Thiergarten und Launau der Forstgutsbezirk Thiergarten gebildet, der in den seit 1874 bestehenden Amtsbezirk Reimerswalde (polnisch Ignalin) im ostpreußischen Kreis Heilsberg, Regierungsbezirk Königsberg, eingegliedert wurde.
Die Zahl der Einwohner des Forstgutsbezirks Thiergarten mit dem Forsthaus Launau belief sich im Jahre 1910 auf lediglich acht Personen.
Am 2. Dezember 1926 wurde der Forstgutsbezirk Thiergarten amtlich in „Gutsbezirk Launau, Forst“ umbenannt. Am 1. April 1927 hatte dieser Forstgutsbezirk eine Flächengröße von 1.309 Hektar. Seine Eigenständigkeit verlor er am 30. September 1928, als er in die Landgemeinde Launau (polnisch Łaniewo) eingegliedert wurde.
Nach der 1945 in Kriegsfolge vorgenommenen Abtretung des gesamten südlichen Ostpreußen an Polen scheinen beide ehemalige Förstereien „wiederbelebt“ worden zu sein, wobei die Försterei Thiergarten kurzzeitig die Bezeichnung „Zwierzynec“ erhielt, während die Försterei Launau den heute noch verwendeten Namen „Łaniewo-Leśnictwo“ bekam. Als Osada leśna (= „Waldsiedlung“) ist sie Teil der Gmina Lidzbark Warmiński (Landgemeinde Heilsberg) im Powiat Lidzbarski (Kreis Heilsberg), von 1975 bis 1998 der Woiwodschaft Olsztyn, seither der Woiwodschaft Ermland-Masuren zugehörig.

## Religion
Die beiden Förstereien Thiergarten und Launau gehörten vor 1945 zur römisch-katholischen Pfarrei Reimerswalde (polnisch Ignalin) im Bistum Ermland bzw. zur evangelischen Kirche Heilsberg in der Kirchenprovinz Ostpreußen der Kirche der Altpreußischen Union.
Łaniewo-Leśnictwo ist weiterhin nach Ignalin (Reimerswalde) eingepfarrt, jetzt innerhalb des Erzbistums Ermland gelegen, gehört aber evangelischerseits jetzt zur Diözese Masuren der Evangelisch-Augsburgischen Kirche in Polen.

## Verkehr
Łaniewo-Leśnictwo liegt an einer Nebenstraße, die bei Runowo (Raunau) von der Woiwodschaftsstraße 513 abzweigt und bis nach Łaniewo (Launau) verläuft.
Bis 1945 war Launau die nächste Bahnstation. Sie lag an der heute nicht mehr existierenden Bahnstrecke Schlobitten–Wormditt–Bischdorf–Angerburg.